# 喇嘛庙 (鄂托克旗)
喇嘛庙，位于内蒙古自治区鄂尔多斯市鄂托克旗，是一座藏传佛教格鲁派寺院。

## 简介
2007年，鄂托克旗蒙医院骨伤科主任特格西吉嘎拉，在鄂托克旗重建了喇嘛庙。
2006年至2010年“十一五”期间，鄂托克旗共投入2100万元，对辖区内的新召庙（又名鄂托克召）、道劳阿贵庙、喇嘛庙、查汗敖包庙、苏里格庙、迪延阿贵庙、查汗加德海寺等8座寺庙进行了修缮，为3万多名藏传佛教信众提供了方便。